# Río Paraná Pavón
Río Paraná Pavón är en flodgren i Argentina.   Den ligger i provinsen Entre Ríos, i den centrala delen av landet, 180 km nordväst om huvudstaden Buenos Aires.
Omgivningen kring Río Paraná Pavón består huvudsakligen av våtmarker. Området är mycket glesbefolkat, med 2 invånare per kvadratkilometer.